# Jacek Bocian
Pour les articles homonymes, voir Bocian.
Jacek Bocian (né le 15 septembre 1976 à Kalisz) est un athlète polonais, spécialiste du 400 m.

## Carrière
Il remporte la médaille d'or du relais 4 × 400 m lors des Championnats du monde de Séville en 1999.

### Palmarès
| Année | Compétition                    | Lieu        | Résultat | Épreuve   | Performance   |
| ----- | ------------------------------ | ----------- | -------- | --------- | ------------- |
| 1995  | Championnats d’Europe junior   | Nyiregyhaza | 2e       | 400 m     | 46 s 59       |
| 1995  | Championnats d’Europe junior   | Nyiregyhaza | 3e       | 4 × 400 m | 3 min 09 s 65 |
| 1997  | Championnats du monde          | Athènes     | 3e       | 4 × 400 m | 3 min 00 s 26 |
| 1999  | Championnats du monde en salle | Maebashi    | 2e       | 4 × 400 m | 3 min 03 s 01 |
| 1999  | Championnats du monde          | Séville     | 1er      | 4 × 400 m | 2 min 58 s 91 |
| 2001  | Championnats du monde en salle | Lisbonne    | 1er      | 4 × 400 m | 3 min 04 s 47 |